# Daniel Sosah
Daniel Sosah (* 21. září 1998) je fotbalista, který hraje za kazašský klub FK Aktobe. Narodil se v Ghaně a hraje za nigerskou reprezentaci.

## Reprezentační kariéra
Sosah se narodil v Ghaně beninskému otci a ghanské matce, byl ale naturalizován Nigerem. Debutoval dne 8. října 2021 v kvalifikaci na Mistrovství světa ve fotbale 2022 proti Alžírsku, v zápase vstřelil gól.